# Palazzo Ricasoli
'Palazzo Ricasoli, detto anche Ricasoli Firidolfi per distinguerlo da edifici di altri rami della stessa famiglia, è un edificio storico del centro di Firenze, situato tra piazza Goldoni 2, via del Parione 17 e il lungarno Corsini 14- 16. Il palazzo appare nell'elenco redatto nel 1901 dalla Direzione Generale delle Antichità e Belle Arti, quale edificio monumentale da considerare patrimonio artistico nazionale, ed è tutelato da vincolo architettonico dal 1914.

## Storia

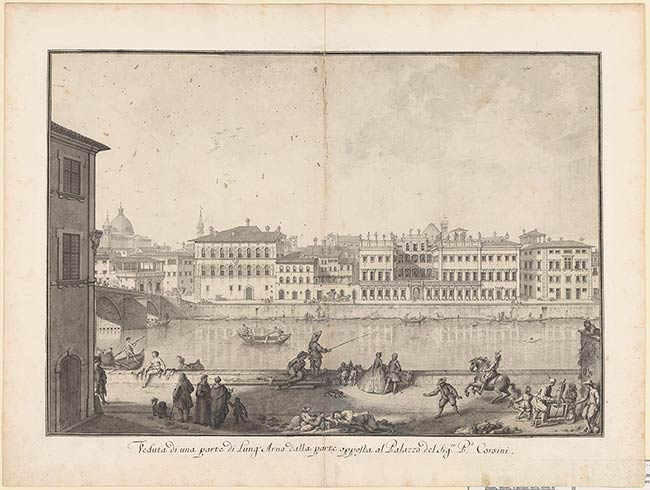
Giuseppe Zocchi, Veduta di una parte di Lung'Arno dalla parte opposta al palazzo del Sig. P. Corsini, 1744 circa

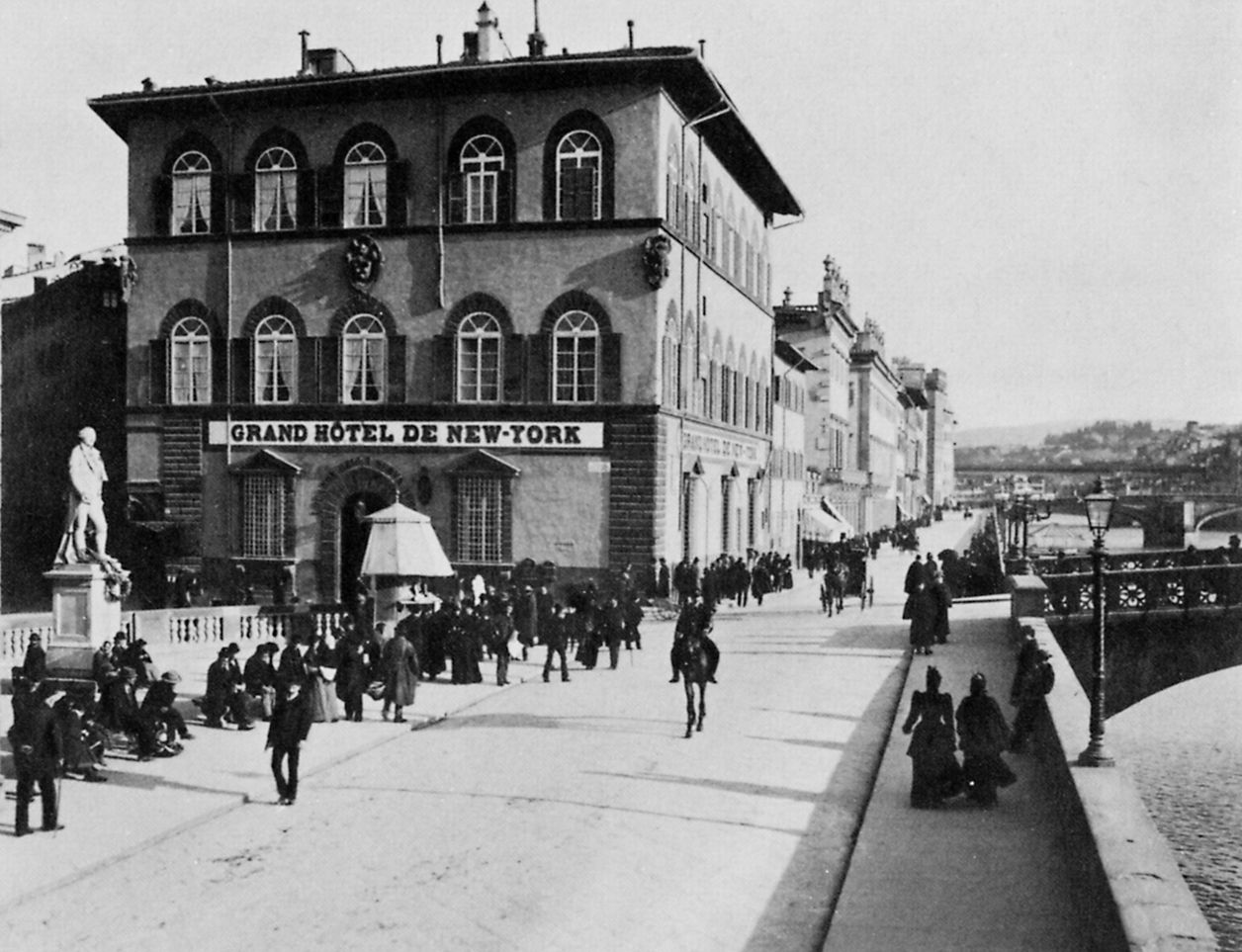
Palazzo Ricasoli al tempo del Grand Hotel de New York

In questa zona di Firenze esistevano anticamente numerose abitazioni dei lavoratori della lana, i "pannilani", impiegati nelle vicine attività produttive degli Umiliati presso la chiesa di Ognissanti. Nel XV secolo vennero comprate alcune case nei pressi del ponte alla Carraia da Rinieri e Lorenzo d'Andrea Ricasoli, del ramo di Meleto, per costruire un palazzo, che nel 1480 era già avviato. In quella data sono documentate alcune difficoltà economiche della famiglia in seguito all'interdizione di papa Sisto IV dopo la fallita congiura dei Pazzi e anche per la presenza delle truppe di Alfonso V d'Aragona nei possedimenti  chiantigiani dei Ricasoli. Attribuito tradizionalmente a Michelozzo (Filippo Baldinucci, Francesco Bocchi), il palazzo è stato messo in relazione da Walther Limburger, seppure limitatamente alla costruzione del cortile, con l'attività giovanile di Baccio d'Agnolo. Certo è che anche l'erezione del corpo principale della fabbrica è da datarsi dopo la morte di Michelozzo, e che alla data del 1480 è denunciato al catasto come costruito "circa della metà". "L'edifizio del resto presenta una massa grandiosa ed è corretto nelle sue linee generali, ma è semplice in fatto di decorazioni; sono originali per la forma loro gli sporti dal lato di via Parione, ma anch'essi non possono essere né di Michelozzo né dei suoi tempi".
Passato il momento di crisi, il palazzo poté dirsi concluso all'inizio del XVI secolo. Ancora qualche decennio richiese il completamento delle decorazioni, tra le quali figuravano tre cicli di graffiti, uno per facciata, oggi completamente perduti e noti solo dalle fonti scritte. Erano stati commissionati dal vescovo di Cortona Giovambattista Ricasoli nel 1553 a un allievo di Andrea del Sarto, Francesco Pagani, e raffiguravano episodi della storia romana. Una lettera del Vasari fa credere che l'opera non fosse particolarmente riuscita, anche perché il prelato aveva tirato molto sul prezzo: nel secolo seguente erano già molto deteriorate.
Nel 1565 il palazzo e la piazza antistante furono al centro delle cerimonie per il matrimonio tra Francesco I de' Medici e Giovanna d'Austria. Nel 1580 inoltre Giuliano Ricasoli chiese il permesso al granduca per eseguire un passaggio sotterraneo e un giardino collocato appena oltre la strada che va al ponte alla Carraia, più o meno dove oggi si trova la parte rialzata di piazza Goldoni e il monumento al commediografo veneziano. Il giardino viene ricordato nelle denunce catastali del 1599 e del 1613, e verso il 1675 fu perfezionato, con una loggia con terrazza soprastante e un'altra terrazza coperta, ad accrescere ulteriormente la bellezza del luogo, già gratificato dall'apertura alla luce dell'Arno: "la strada del corso porge a questo commodissimo edifizio bellissima vista: quella, che è lungo il fiume d'Arno, e la più vaga, più dilettevole, più amena , che si possa immaginare". L'edificio satellite, chiamato Vaga Loggia, fu abbattuto nel 1855 in concomitanza con la realizzazione del lungarno Nuovo, e al suo posto oggi sorge, opportunamente arretrata, la palazzina Ricasoli.

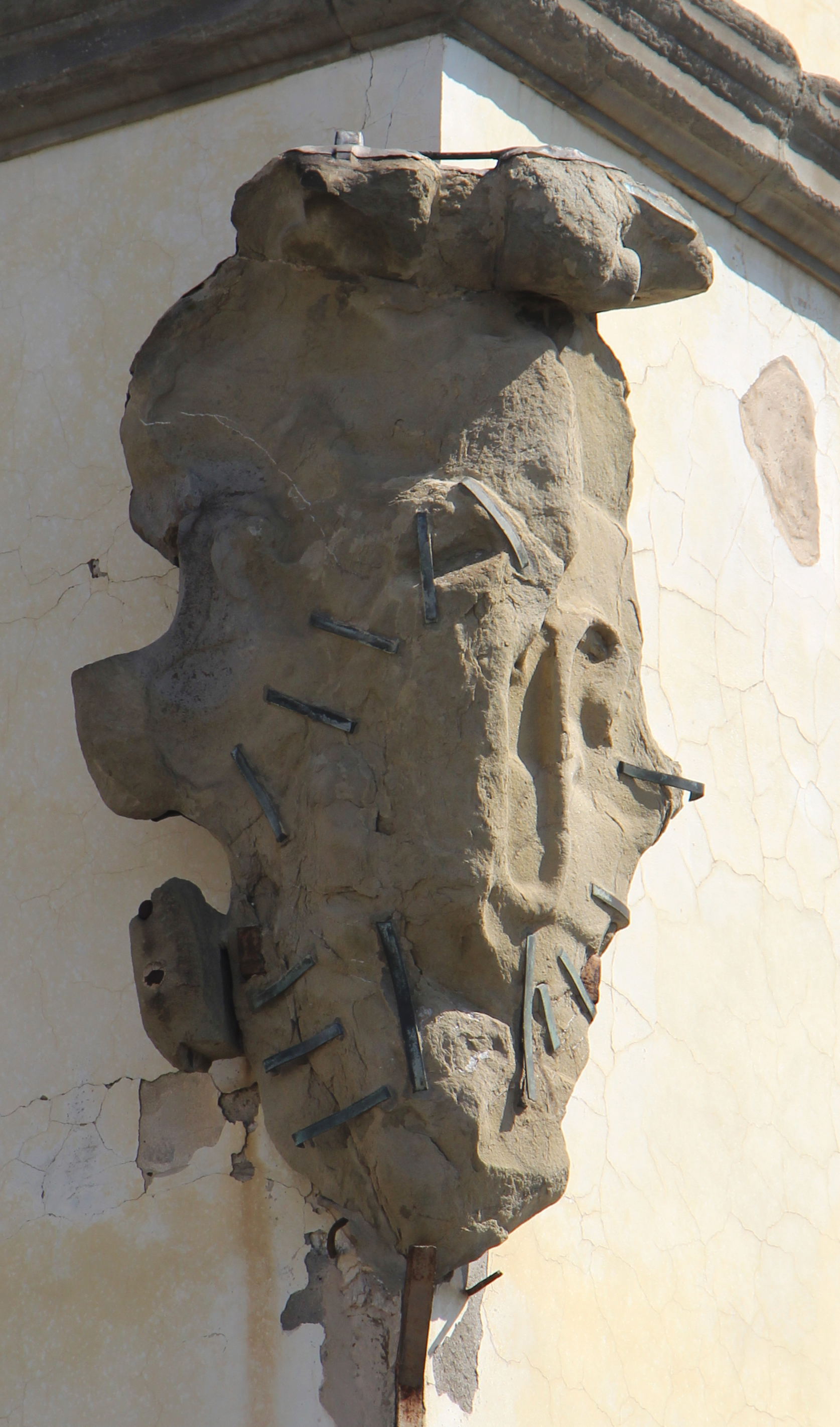
Stemma Ricasoli su una cantonata

Negli anni successivi il palazzo principale restò ai Ricasoli passando da un ramo all'altro, e venendo spesso affittato a stranieri, tanto che alla fine del Settecento era noto come "the English House". Nel 1784-1786 vi ebbe dimora Hester Lynch Thrale, sposa del cantante italiano Gabriele Pozzi, che animò la vita cittadina con un'accademia letteraria di una certa rinomanza. Nel secolo successivo, già a partire dagli anni 1820 e 1830 e ancora al tempo di Guido Carocci e di Walther Limburger, l'edificio fu occupato dall'Albergo Nuova York (Hotel New York, Grand Hotel de New York), gestito da un certo signor Faini e frequentato essenzialmente dagli stranieri in visita a Firenze (qui, ad esempio, il poeta statunitense William Cullen Bryant che vi alloggiava nel 1858 ebbe modo di incontrare Nathaniel Hawthorne, mentre nel 1881 è documentata la presenza di Pëtr Il'ic Cajkovskij). Nel periodo di Firenze Capitale (1865-1871) sembra inoltre essere stato tra gli alberghi prediletti dalla nuova classe politica italiana, almeno stando alla presenza nel 1867 di Antonio Panizzi, Carlo Cattaneo e Francesco Crispi.  Per quanto riguarda le vicende conservative che hanno interessato l'edificio ai primi del Novecento è da segnalare il restauro della facciata nel 1903, con un parziale rinnovamento del pietrame. Nel 1910, poi, fu ridotta a sporto una piccola finestra di via Parione.
Nel seguire del Novecento subì alcune travagliate vicende. Durante la prima guerra mondiale la baronessa Giuliana Ricasoli Firidolfi, nata Corsini, lo mise a disposizione della Croce Rossa italiana, che lo adibì a ospedale per i feriti di guerra. Dopo la fine della guerra la famiglia, da palazzo Ricasoli Firidolfi in via Maggio, tornò ad abitare prevalentemente qui. Il palazzo venne danneggiato sia dalle mine tedesche del 1944 che dall'alluvione di Firenze del 1966, ma venne sempre restaurato. Oggi appartiene ancora ai baroni Ricasoli.

## Descrizione

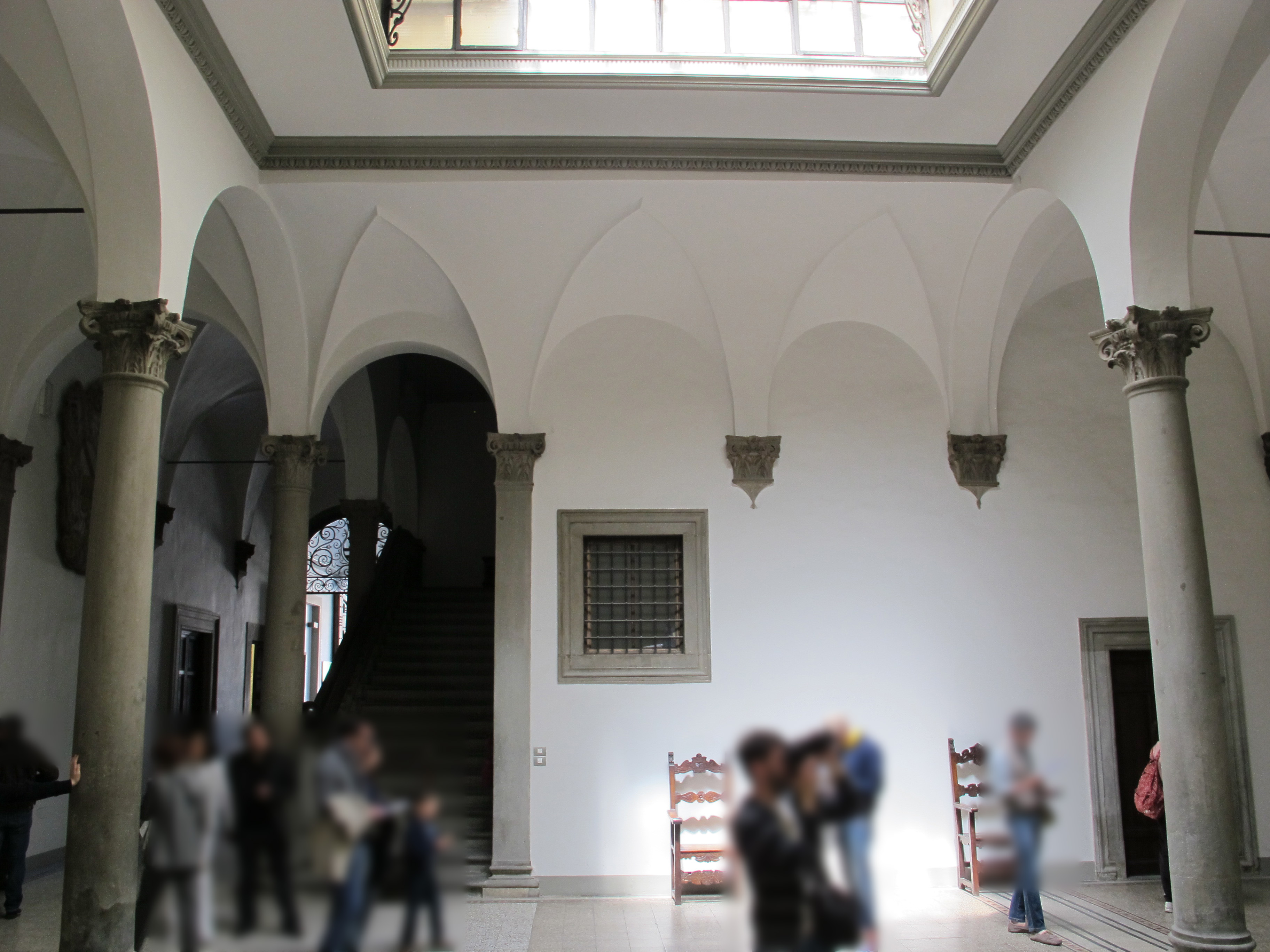
Il cortile interno

Per ciò che concerne nello specifico le tre facciate si contano sul lungarno dieci assi (agli otto documentati ad esempio nella famosa incisione di Giuseppe Zocchi del 1744 ne sono stati aggiunti due nell'Ottocento replicando tuttavia il disegno antico), su via del Parione nove assi, dei quali i primi cinque su sporti sorretti da robuste mensole in pietra.
Sempre da questo lato si segnalano, in prossimità della cantonata, due traguardi in marmo a indicare il livello raggiunto dalle acque in occasioni delle alluvioni del 3 novembre 1844 e del 4 novembre 1966.
Sulle cantonate si propone per due volte uno scudo con l'arme dei Ricasoli (fasciato di sei pezzi d'oro e di rosso, al leone attraversante d'azzurro). Lo scudo al centro del fronte che guarda a piazza Goldoni è quello mediceo granducale, con l'ordine spagnolo del Toson d'oro.
Il cortile interno, oggi coperto da un lucernario, è porticato sui due lati opposti nord-sud, e introduce allo scalone monumentale. Al piano nobile, restaurato e valorizzato su progetto dello Studio Pirotecnico (Piero Brarda e Francesca Lopetuso), è stata riaperta nel 2015 una struttura ricettiva in una residenza d'epoca sotto la denominazione di Leone Blu (da l'arme dei Ricasoli).

## Bibliografia

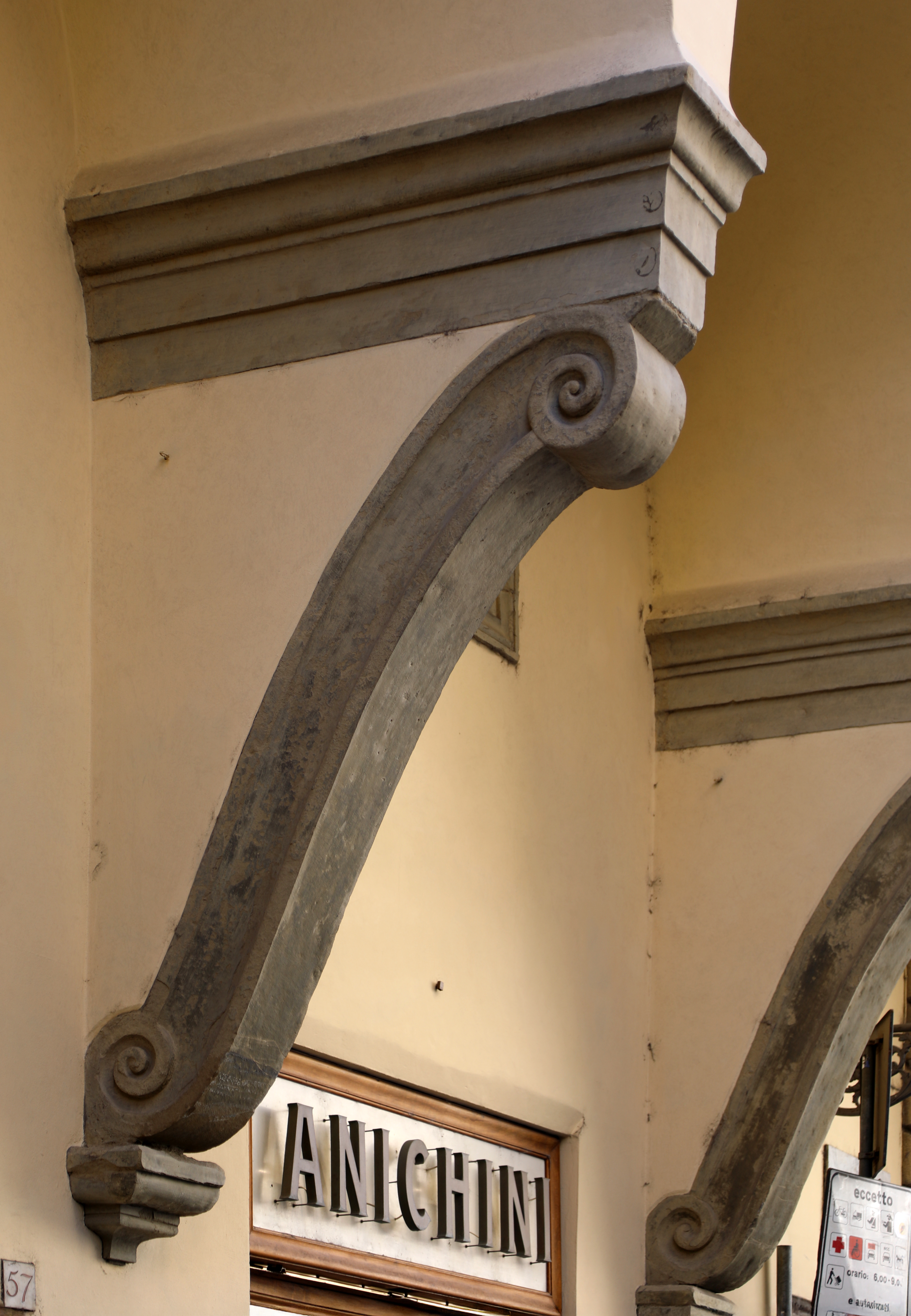
Uno degli sporti su via del Parione

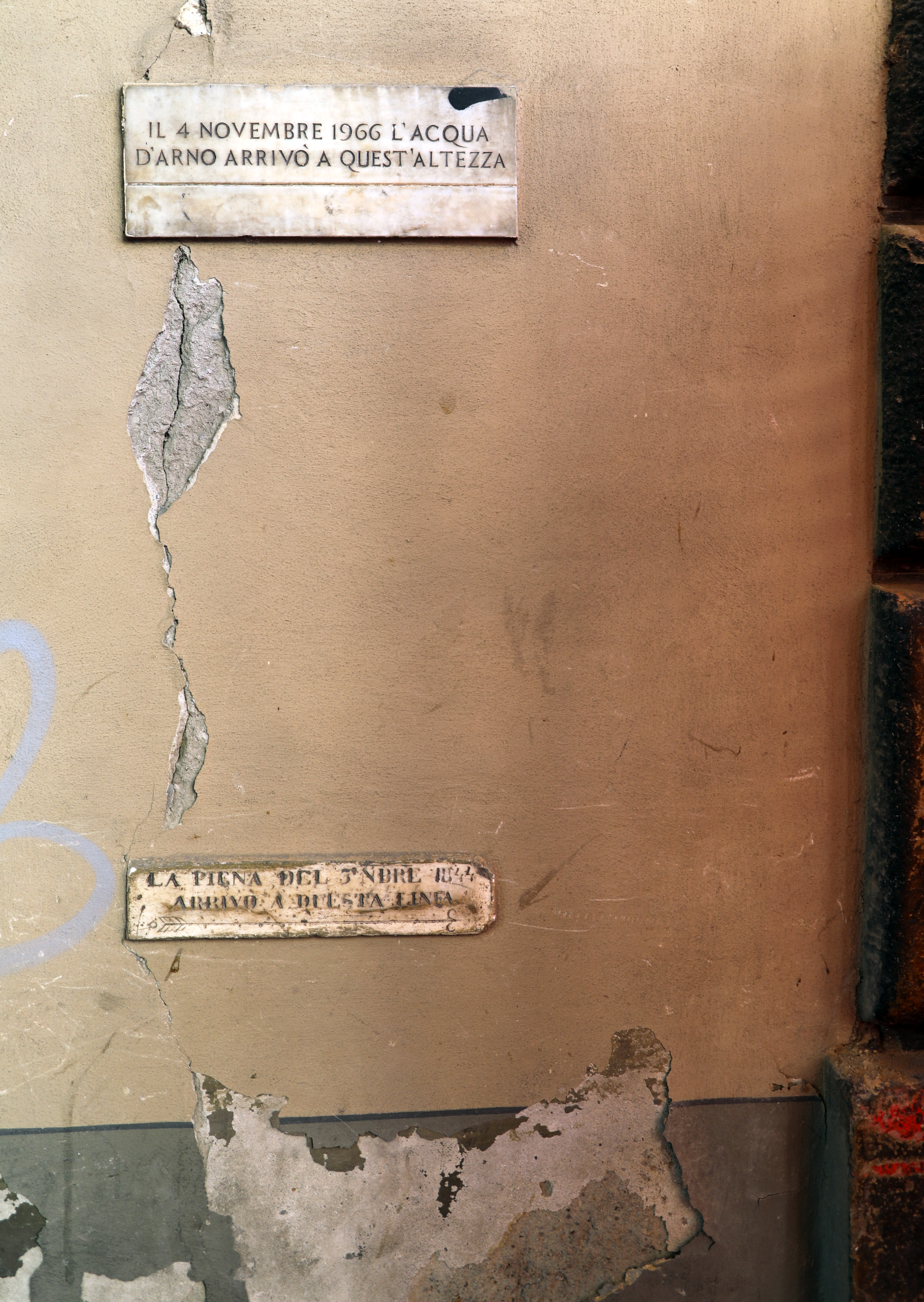
Indicazione dei livelli raggiunti dalle acque dell'Arno durante le alluvioni del 1844 e del 1866